# Konárak megye
Konárak megye (perzsa nyelven: شهرستان کنارک) Irán Szisztán és Beludzsisztán tartományának délnyugati elhelyezkedésű megyéje az ország keleti részén. Keleten Csábahár megye, délkeleten, délen az Ománi-öböl, nyugatról Hormozgán tartomány Dzsászk megyéje, északnyugatról Hormozgán tartomány Bászagárd megyéje határolja. A megye lakossága 2006-ban 68 605 fő volt. A megye két kerületre osztható: Központi kerület és Zárabád kerület. A megyében két város található: a 28 000 fős megyeszékhely, Konárak, illetve Zárabád.

## Népesség
| 2016 | 98 212 |

## Fordítás
- Ez a szócikk részben vagy egészben  a   Konarak County című angol Wikipédia-szócikk ezen változatának fordításán alapul.  Az eredeti cikk szerkesztőit annak laptörténete sorolja fel. Ez a jelzés csupán a megfogalmazás eredetét és a szerzői jogokat jelzi, nem szolgál a cikkben szereplő információk forrásmegjelöléseként.